# Gigondas
Gigondas település Franciaországban, Vaucluse megyében. Lakosainak száma 435 fő (2022. január 1.). Gigondas Beaumes-de-Venise, Crestet, Lafare, Malaucène, Sablet, Séguret, Suzette, Vacqueyras és Violès községekkel határos.

## Népesség
A település népességének változása:
| Lakosok száma | 533  | 532  | 549  | 501  | 467  | 434  | 432  | 430  | 435  |
|               | 2013 | 2015 | 2016 | 2017 | 2018 | 2019 | 2020 | 2021 | 2022 |